# Канте, Абубакари
Абубакари Канте́ (фр. Aboubakary Kanté; 11 августа 1994, Понтуаз, Франция) — гамбийский футболист, нападающий. Выступал за сборную Гамбии.

## Клубная карьера
Абубакари начал заниматься футболом в возрасте шести лет и занимался в различных академиях Парижа. В 2013 году он стал игроком клуба «Париж». В 2017 году он перешёл в «Безье» и помог клубу подняться в Лигу 2.
27 июля 2018 года Канте дебютировал на профессиональном уровне в матче Лиги 2 против «Нанси». 5 июня 2019 года он перешёл в бельгийский «Серкль Брюгге», подписав трёхлетний контракт. Однако в начале сентября 2019 года, сыграв всего 65 минут в трёх матчах, он был отдан в аренду клубу «Ле-Ман», по его словам, потому что он не чувствовал, что клуб ему доверяет.
23 августа 2020 года Канте подписал трёхлетний контракт с клубом Сегунды «Фуэнлабрада».
14 июля 2022 года Абубакари перешёл в «Уэску».

## Карьера в сборной
Канте родился во Франции и имеет гамбийские корни. 8 июня 2021 года он дебютировал за сборную Гамбии в товарищеском матче против сборной Того.